# George Cherrie

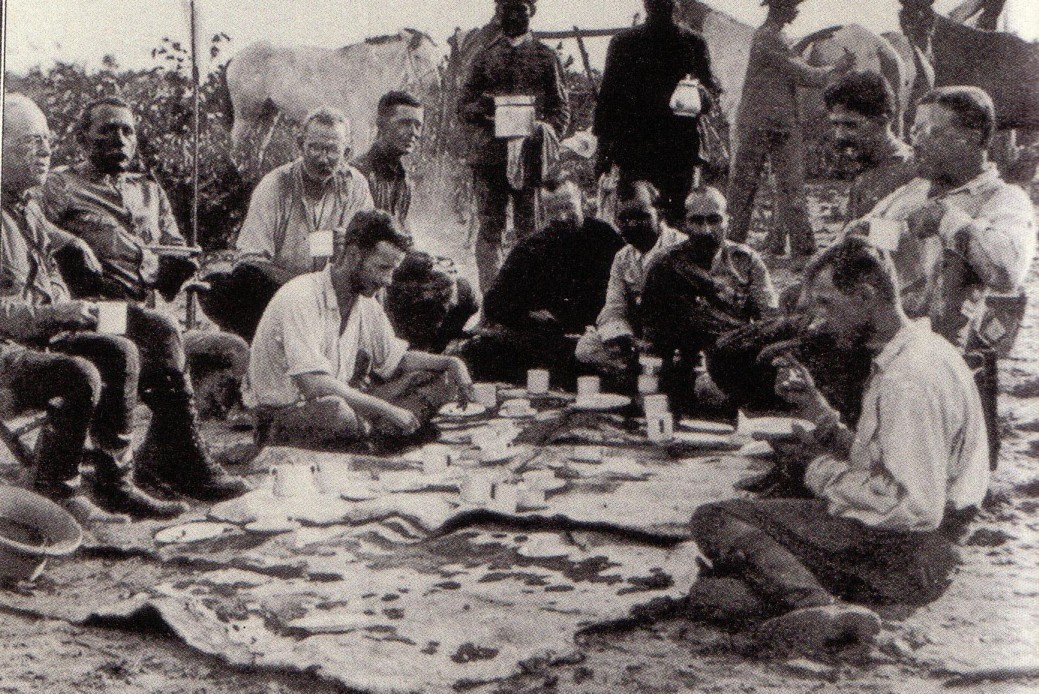
Die Crew der Roosevelt-Rondon-Expedition, v. l. n. r.: Zahm, Rondon, K. Roosevelt, Cherrie, Miller, vier Brasilianer, Roosevelt, Fiala

George Kruck Cherrie (* 22. August 1865 in Knoxville, Iowa; † 20. Januar 1948 in Newfane, Vermont) war ein US-amerikanischer Naturwissenschaftler und Forschungsreisender.

## Leben und Wirken
Im Verlauf seines Lebens beteiligte er sich an fast vierzig Expeditionen in Süd- und Mittelamerika, unter anderem an der Roosevelt-Rondon Scientific Expedition im Amazonasbecken.
Seine Erfahrungen verewigte Cherrie in seinen Memoiren (Dark Trails: Adventures of a Naturalist, 1930).

## Dedikationsnamen
Die folgenden Dedikationsnamen sind bekannt.
- Der Gelbwangenammer-Unterart (Ammodramus aurifrons cherriei (Chapman, 1914))[1]
- die Olivscheitel-Breitschnabeltyrann-Unterart (Tolmomyias sulphurescens cherriei (E. Hartert & Goodson, 1917))[2]
- Cherrietangare (Ramphocelus costaricensis Cherrie, 1891)
- die Hispaniolaolivtyrann-Unterart (Elaenia fallax cherriei Cory, 1895)[3]
- der Diademsegler (Cypseloides cherriei Ridgway, 1893)[4],
- der Weißstreifen-Ameisenschlüpfer (Myrmotherula cherriei von Berlepsch & E. Hartert, 1902)[5]
- der Strichelkehlcanastero (Thripophaga cherriei von Berlepsch & E. Hartert, 1902)[6]
- der Orangekehl-Dickichtschlüpfer (Synallaxis cherriei Gyldenstolpe, 1930)[7]

Bei Cyanerpes caerulea cherriei von Berlepsch & E. Hartert, 1902 handelt es sich um ein Synonym für die Purpurnaschvogel-Unterart (Cyanerpes caeruleus microrhynchus (von Berlepsch, 1884)), bei Myadestes genibarbis cherriei Ridgway, 1905 um ein Synonym für die Bartklarino-Unterart (Myadestes genibarbis montanus Cory, 1881) und bei Ostinops Cherrieanus Bertoni, 1901 um ein Synonym für die Rotbürzelkassike (Cacicus haemorrhous (Linnaeus, 1766)).

## Publikationen (Auswahl)
- Exploraciones Zoologicas efetuadas en laparte meridional de Costa Rica par las anos de 1891-92. In: Anales del Instituto Físico Geográfico Nacional de Costa Rica. Band 4, 1893, S. 133–148 (spanisch, sinabi.go.cr [PDF; 9,7 MB]).
- An Apparently New Chordeiles from Costa Rica. In: The Auk. Band 13, Nr. 2, 1896, S. 135–136 (englisch, sora.unm.edu [PDF; 81 kB]).
- Some apparently undescribed birds from the collection of the Roosevelt South American Expedition. In: Bulletin of the American Museum of Natural History. Band 35, Nr. 17, 1916, S. 183–190 (digitallibrary.amnh.org [PDF; 759 kB]).
- Two new birds from Venezuela. In: Bulletin of the American Museum of Natural History. Band 35, Nr. 22, 1916, S. 389 (digitallibrary.amnh.org [PDF; 82 kB]).
- mit Elsie Margaret Binger Reichenberger: Descriptions of proposed new birds from Brazil, Paraguay, and Argentina. In: American Museum novitates. Nr. 27, 1914, S. 1–6 (amnh.org [PDF; 5,8 MB]).